# عمران خان (هنرپیشه)
عمران خان (انگلیسی: Imran Khan؛ زادهٔ ۱۳ ژانویهٔ ۱۹۸۳) یک هنرپیشه اهل هند است. وی از سال ۲۰۰۸ میلادی تاکنون مشغول فعالیت بوده‌است.
از فیلم‌های معروف او می‌توان به بازی در یکی من و یکی تو اشاره کرد.

## فیلم‌شناسی
فهرست برخی از فیلم‌هایی که عمران خان در آنها به ایفای نقش پرداخته‌است:
- یکی من و یکی تو
- دختری در عشق تو
- از داستان‌های عاشقانه بیزارم
- روزی روزگاری در بمبئی دوباره!
- کسی که برنده می‌شود پادشاه است
- دهلی بلی
- آدم‌ربایی
- عروس برادر من
- بوفالوی هیجان‌زده ماترو
- کتی باتی
- بعد از تفریح